# Callopora panhoplites
Callopora panhoplites is een mosdiertjessoort uit de familie van de Calloporidae. De wetenschappelijke naam van de soort is voor het eerst geldig gepubliceerd in 1890 door Ortmann.